# Филипяк, Рышард
Рышард Филипяк (пол. Ryszard Filipiak; родился в 1932 году — 20 февраля 2016 года, Лодзь, Польша) — польский хоккеист и хоккейный тренер.

## Биография
Играл на позиции нападающего. Почти всю карьеру провёл в лодзинском ЛКС, за исключением игры за варшавскую Легию в качестве прохождения военной службы. С Легией же и выиграл единственные свои золотые медали чемпионата Польши. С ЛКС дважды был бронзовым призёром. В 1953 году сыграл в составе студенческой сборной на Всемирных университетских играх, где завоевал бронзовые медали. В сезоне 1959 года стал вторым в списке бомбардиров лиги. Игровую карьеру завершил в 1963 году.
После окончания игровой карьеры работал тренером в лодзинском клубе, в основном тренирую молодёжный состав. Трижды был главным тренером основного состава, в сезоне 1970/71 года завоевав с клубом бронзу чемпионата Польши. Также тренировал юниорскую сборную Польши. В системе клуба оставался до его роспуска в 1991 году.
Скончался 20 февраля 2016 года. Похоронен на кладбище Долы в Лодзи.